# Gyostega longicomata
Gyostega longicomata är en fjärilsart som beskrevs av W. Warren 1909. Gyostega longicomata ingår i släktet Gyostega och familjen mätare. Inga underarter finns listade i Catalogue of Life.